# Johann Büttikofer
Johann Büttikofer (* 9. August 1850 in Ranflüh; † 24. Juni 1927 in Bern) war ein Schweizer Zoologe.

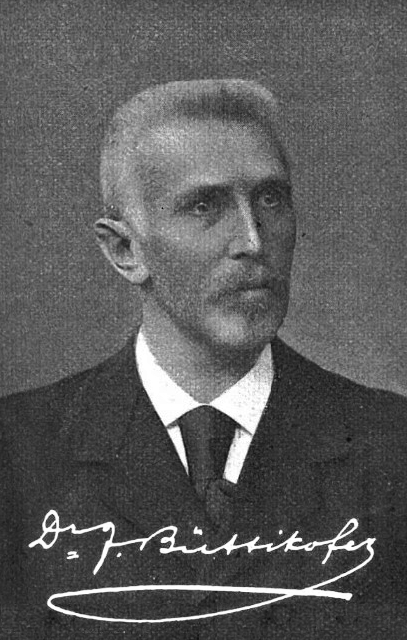
Johann Büttikofer

## Leben und Wirken
Nach einem Biologiestudium an der Universität Bern fand er 1879 eine Stelle am Rijksmuseum van Natuurlijke Historie in Leiden und wirkte von 1884 bis 1897 als dessen Kurator. Er unternahm zwei Reisen nach Liberia, die erste von 1879 bis 1882 und die zweite von 1886 bis 1887. Von 1893 bis 1894 begleitete er die Expedition von Anton Willem Nieuwenhuis ins Innere von Borneo. Zwischen 1897 und 1924 war er Direktor des Zoologischen Gartens von Rotterdam, und seinen Lebensabend verbrachte er in Bern. Bevor der Berner Privatdozent der Zoologie Walter Volz für seine Forschungsreise nach Liberia im Mai 1906 abreiste, besuchte er Büttikofer in Rotterdam und erhielt von ihm Ratschläge und Empfehlungsschreiben. Während der Forschungsreise wurde Volz getötet.
1895 erhielt Büttikofer den Ehrendoktortitel der Universität Bern.

## Dedikationsnamen
Gyula Madarász benannte 1902 die Gattung Muelleria Büttikofer, 1895 in Buettikoferia um, da der Name bereits 1803 von Franz von Paula von Schrank verwendet wurde. Erwin Stresemann ersetzte den Namen erneut durch Buettikoferella, da der Name bereits durch Büttikoferia Roelofs, 1892 besetzt war. Ernst Hartert ehrte ihn 1896 im Namen des Sumbanektarvogels (Cinnyris buettikoferi), Adolphe Guillaume Vorderman 1892 im Namen des Sumatraerddrossling (Pellorneum buettikoferi). Theodorus Willem van Lidth de Jeude benannte 1905 die Waldskinke-Art Sphenomorphus buettikoferi und die Dopasia-Art Ophisaurus buettikoferi, Paul Matschie 1899 den Büttikofer-Epauletten-Flughund (Epomops buettikoferi) sowie Fredericus Anna Jentink 1888 die Büttikofer-Spitzmaus (Crocidura buettikoferi) nach ihm. Ebenso wurden ihm die Weißkehl-Spinnenjäger-Unterart (Arachnothera longirostra buettikoferi van Oort, 1910), die Wassertriel-Unterart (Burhinus vermiculatus buettikoferi (Reichenow, 1898)) und Kleine Weißnasenmeerkatze-Unterart (Cercopithecus petaurista buettikoferi Jentink), 1886
gewidmet.
Accipter büttikoferi Sharpe, 1888 wird heute als Synonym zum Zwergsperber (Accipiter minullus (Daudin, 1800)) Turturoena büttikoferi Reichenow, 1891 als Synonym für die Glanzkopftaube (Columba iriditorques Cassin, 1857), Dryocopus javensis büttikoferi Richmond, 1912 als Synonym für den Weißbauchspecht (Dryocopus javensis (Horsfield, 1821)), Bubo ketupu büttikoferi  Chasen, 1935 als Synonym der Sundafischuhu-Unterart (Ketupa ketupu minor Büttikofer, 1896) und Malacocincla büttikoferi  Finsch, 1901 als Synonym der Rotschwanz-Mausdrossling-Unterart (Malacocincla abbotti concreta  (Büttikofer, 1895)) betrachtet.

## Werke
- Mededeelingen over Liberia. Resultaten van eene onderzoekingsreis door J. Büttikofer en C.F. Sala in de jaren 1879–1882 (1883)
- Reisebilder aus Liberia: Resultate geographischer, naturwissenschaftlicher und ethnographischer Untersuchungen während der Jahre 1879–1882 und 1886–1887 (1890)
- On two new species of Birds from South Celebes. In: Notes from the Leyden Museum. Band 15, 1893, S. 179–181 (biodiversitylibrary.org).
- A revision of the genus Turdinus and genera allied to it, with an enumeration of the specimens contained in the Leyden Museum. In: Notes from the Leyden Museum. Band 17, 1895, S. 65–106 (biodiversitylibrary.org).